# Хемодиализа
Хемодиализата е процес на филтриране на кръвта на човек, чиито бъбреци не работят нормално. Този тип диализа постига екстракорпорално отстраняване на отпадъчни продукти като креатинин и карбамид и освобождаване на вода от кръвта, когато бъбреците са в състояние на бъбречна недостатъчност. Хемодиализата е една от трите бъбречни заместителни терапии (другите две са бъбречна трансплантация и перитонеална диализа). Алтернативен метод за екстракорпорално разделяне на кръвни съставки като плазма или клетки е аферезата.
Хемодиализата може да бъде амбулаторна или стационарна терапия. Рутинната хемодиализа се провежда в диализно амбулаторно заведение, в специално изградена стая в болница или в специализирана клиника. По-рядко хемодиализата се извършва в дома на пациента.